# F5, Inc.
F5 Networks, Inc.  — транснациональная корпорация, специализирующаяся на услугах, связанных с интернет-сайтами и приложениями. Решения F5 ориентированы на доставку, безопасность, производительность и доступность веб-приложений, в том числе доступность вычислительных ресурсов, хранилищ и сетевых ресурсов. Штаб-квартира F5 находится в Сиэтле, штат Вашингтон (США). Офисы по разработке, производству и управлению расположены во многих странах мира.
Изначально деятельность компании F5 начиналась с продуктов для балансировки нагрузки, затем появились решения для ускорения сайтов, безопасности интернет-приложений и защиты от DDoS-атак. Технологии F5 доступны для применения в центрах обработки данных и облачных средах.

## Корпоративная история
Изначально F5 Networks называлась F5 Labs и была основана в 1996 году.
Первым продуктом F5, запущенным в 1997 году, был балансировщик нагрузки под названием «BIG-IP». Когда один сервер из группы выходит из строя или становится перегруженным, балансировщик BIG-IP направляет входящие запросы на другие серверы, которые могут обработать нагрузку.
В июне 1999 года компания провела первичное публичное размещение акций и получила символ FFIV на бирже NASDAQ.
В 2010 и 2011 годах компания F5 Networks входила в список 100 быстрорастущих компаний от журнала Fortune. Компания также входила в десятку лучших компаний мира по версии S&P 500 в 2010 году. F5 названа лучшим местом для работы порталом рекрутинга Glassdoor в 2015 и 2016 годах.
Конкурентами компании являются Cisco Systems (до 2012 года), Citrix Systems и RadWare.
3 мая 2017 года F5 объявила о переносе своей штаб-квартиры на набережной возле Сиэтл-центра в новый небоскреб в центре города, который будет называться F5 Tower. Переезд был запланирован на начало 2019 года.
В 2017 году F5 запустила специальный проект, сфокусированный на сбор глобальных данных об угрозах, анализе угроз для приложений и публикации отчетов. Проект назван «F5 Labs» в честь исходного названия компании. Команда изучает угрозы для приложений и еженедельно публикует результаты исследований.

### Приобретения
- uRoam (поставщик SSL VPN) за 25 миллионов долларов США в 2003 году[11]
- Magnifire WebSystems (брандмауэр веб-приложений) за 29 миллионов долларов США в 2004 году[12]
- Swan Labs (ускорение глобальных сетей и веб-ускорение) за 43 миллиона долларов США в 2005 году.[13]
- Acopia Networks (виртуализация файлов) за 210 миллионов долларов США в 2007 году[14]
- Интеллектуальная собственность в области DPI от компании Crescendo Networks в 2011 году (сумма не разглашается)[15]
- Traffix Systems (Технология коммутации протокола Diameter) в 2012 году (сумма не разглашается)[16]
- LineRate Systems в 2013 году (высокопроизводительный программный балансировщик нагрузки для систем на базе x86 с поддержкой скриптов node.js)[17]
- Versafe (решения по борьбе с мошенничеством, фишингом и вредоносным ПО)[18] за 87,7 миллиона долларов США в 2013 году[19]
- Defense.Net (облачный сервис для предотвращения DDoS-атак)[20] за 49,4 миллиона долларов США в 2014 году[21]
- CloudWeaver (ранее Lyatiss; сеть, определяемая приложением) в 2015 году (сумма не разглашается)[22]
- NGINX, Inc. (компания — разработчик одноимённого веб-сервера и сервера приложений) за 670 миллионов долларов США, 11 марта 2019 года[23]

## Продукты

### BIG-IP
В семейство продуктов F5 BIG-IP входит аппаратное обеспечение, модульное программное обеспечение и виртуальные приложения, работающие под управлением операционной системы F5 TMOS. В зависимости от выбранного устройства может использоваться один или несколько модулей BIG-IP. Среди предлагаемых модулей:
- Local Traffic Manager (LTM): локальная балансировка нагрузки на основе архитектуры полного прокси-сервера.
- Application Security Manager (ASM): брандмауэр веб-приложений.
- Access Policy Manager (APM): обеспечивает контроль доступа и аутентификацию для приложений HTTP и HTTPS.
- Advanced Firewall Manager (AFM): локальная защита от DDoS, межсетевой экран для центров обработки данных.
- Application Acceleration Manager (AAM): система для реализации технологий сжатия и кэширования.
- IP Intelligence (IPI): блокировка известных высокорисковых IP-адресов, предотвращение фишинговых атак и борьба против ботнетов.
- WebSafe: защита от комплексных угроз мошенничества при помощи передовых шифровальных систем, обнаружение вредоносного ПО, системы анализа поведения в рамках сеанса.
- BIG-IP DNS: распределение DNS и запросы от приложений на основе данных о пользователях, условиях в сети и производительности облака.

7 сентября 2004 года F5 Networks выпустила версию 9.0 программного обеспечения BIG-IP в дополнение к устройствам для запуска программного обеспечения. Версия 9.0 также ознаменовала собой внедрение архитектуры TMOS со значительными улучшениями, в том числе:
- Переход с BSD на Linux для управления системными функциями (работа с дисками, журналами, включением, доступом к консоли и т. д.)
- Создание микроядра Traffic Management Microkernel (TMM) для непосредственной работы с сетевым оборудованием и обработки всех сетевых операций.[25][27][28]
- Введение стандартного режима полного прокси, который полностью терминирует сетевые соединения на BIG-IP и устанавливает новые соединения между BIG-IP и серверами приложений в пуле (кластере). Данный режим позволяет стекам TCP достигать оптимальных режимов работы для обеих сторон, а также изменять трафик в каждом направлении.

Последующие выпуски продуктов сопровождались повышением производительности, улучшениями безопасности приложений и поддержкой развертывание в облачных средах.

### BIG-IQ
F5 описывает BIG-IQ как систему для управления устройствами и приложениями BIG-IP вне зависимости от их исполнения (аппаратные, программные или облачные версии) или от модели развертывания (локальная, частное / публичное облако или гибридная). BIG-IQ поддерживает интеграцию с другими экосистемами, в частности с провайдерами облачного хостинга и с механизмами оркестровки через облачные коннекторы и наборы открытых API класса RESTful. BIG-IQ использует мультитенантный подход к управлению. Это позволяет организациям приблизиться к концепции «ИТ как услуга», не беспокоясь о влиянии на стабильность или безопасность структуры служб. [24]

### Silverline
Silverline — это облачный сервис приложений. Предоставляет различные службы безопасности, в том числе фильтры уровня WAF и защиту от DDoS-атак.

### Облачные, контейнерные и оркестровые решения
В 2017 году компания представила ряд технологий, для упрощения переносимости F5 в более широком диапазоне сред, в том числе:
- Application Services Proxy — это прокси-сервер автоматического управления трафиком, который предоставляет сервисы F5 (и переносимость сервисов) при помощи технологии контейнеров.
- Container Connector объединяет платформы сервисов приложений F5 (в том числе BIG-IP и Application Services Proxy) с существующими системами управления и оркестровки, в частности Kubernetes, RedHat OpenShift, Pivotal Cloud Foundry и Mesos.